# Niskofrekventno pojačalo snage
Pojam pojačala obuhvaća mnoštvo vrlo različitih elektroničkih sklopova koji se razlikuju s obzirom na namjenu, konstrukciju i svojstva. U elektroakustici taj se pojam djelomično odnosi na niskofrekventna (audio) pretpojačala koja djeluju kao naponska pojačala i predviđena su za priključak drugih elektroničkih sklopova u elektroakustičkom lancu reprodukcije, te na pojačala koja su konstrukcijski predviđena za priključak opterećenja vrlo malog električnog otpora, odnosno impedancije, primjerice dinamički zvučnik.

## Pojačanje snage
Pod pojmom naponskog pojačala podrazumijevamo elektronički sklop koji će na svom izlazu imati u pravilu veći napon električnog signala u odnosu na ulazni napon.  U tom se smislu naponsko pojačanje definira kao
{\displaystyle {A}={\frac {U_{izl}}{U_{ul}}}}.
Premda se u niskofrekventnoj tehnici govori o pojačalu snage, kod niskofrekventnih pojačala snage općenito se ne razmatra pojačanje snage u doslovnom smislu kao omjer izlazne i ulazne snage. Pojam pojačala snage odnosi na takav električni sklop koji će u području frekvencijskoga spektra tonskoga električnoga signala na svome izlazu uz odgovarajući električni napon opterećenju moći predati i dovoljno jaku električnu struju dostatnu za odgovarajuću pobudu zvučnika. Pojačalo snage predstavlja u tom smislu naponski električni izvor s odgovarajućom elektromotornom silom i dovoljno malim unutarnjim električnim otporom.

## Pojačalo snage
Pojačala snage (često nazvana i izlazna pojačala) izvode se na način da djeluju u protutaktnom načinu rada kao tzv. push-pull pojačala, gdje je princip takva načina rada ilustrativno prikazan na slici desno. 
Za pozitivnu poluperiodu pobudnoga signala provodi gornji, a za negativnu poluperiodu donji tranzistor, gdje oba tranzistora zajedno na izlazu daju cjelokupni električni signal. Izlazni dio pojačala snage prema prikazanom pojednostavljenom predlošku radi u tzv. B klasi, gdje se oba izlazna tranzistora u odsustvu pobudnoga električnoga signala nalaze u zapornom radnom području. Takav način rada je nepovoljan radi prilično velikih nelinearnih izobličenja koja se javljaju upravo za niske razine izlaznoga signala kao posljedica nelinearne {\displaystyle U_{B}E}/{\displaystyle I_{B}} ulazne karakteristike tranzistora. Uvažavajući pojavu nelinearnih izobličenja, daleko je povoljni rad u tzv. AB klasi gdje i u odsutnosti pobudnog električnog signala postoji neka određena struja izlazne kolektrorske struje te u A klasi gdje izlazni tranzistori rade u najlinearnijem području svoje prijenosne karakteristike.

## Pojačalo snage u B klasi
Pojačala snage u AB, a naročito u A klasi imaju vrlo nizak faktor iskorištenja koji je posebno nizak kada je napon na izlazu pojačala mali ili kada ga uopće nema. Zato se, kad je u pitanju komercijalna namjena, izrađuju pojačala u B klasi gdje se izlazni tranzistori dovode praktički pred prag vođenja kako bi se u što većoj mjeri umanjilo tzv. prijelazno izobličenje. 
Idejno rješenje takvoga izlaznoga pojačala prikazano je na slici lijevo, gdje diode D1 i D2 postavljaju radnu točku izlaznih tranzistora Q4 i Q5 upravo pred prag vođenja. Pojačalo ima asimetrično napajanje i odgovarajući elektrolitski kondenzator na izlazu radi odjeljivanja istosmjernoga napona na izlazu pojačala od zvučnika. Sklop izlaznoga pojačala ima na ulazu diferencijalno pojačalo gdje se na bazu jednog tranzistora diferencijalnoga pojačala dovodi pobudni napon (tranzistor Q1), a na bazu drugoga napon negativne reakcije (tranzistor Q2). Naponsko pojačanje je određeno otporima {\displaystyle R_{7}} i {\displaystyle R_{8}}, gdje je:
{\displaystyle {A_{V}}={\frac {R_{8}+R_{7}}{R_{7}}}},
a sklop kao cjelina može poslužiti kao temelj za konstrukciju izlaznoga pojačala snage do desetak ili nešto više vati izlazne snage. U namjeri da se postignu što kvalitetnije prijenosne karakteristike, u pojačala snage se općenito ugrađuju tranzistori velikoga strujnoga pojačanja gdje tranzistori u diferencijalnom ulaznom stupnju i naročito u izlaznom stupnju sklopa trebaju biti upareni.

## Integrirano pojačalo snage u AB klasi
Pojačala snage se mogu izvesti i u obliku integriranoga pojačala gdje se na takav integrirani krug izvana priključuju samo one diskretne električne komponente pomoću kojih se definira ulazni otpor sklopa, naponsko pojačanje, određuje nazivna vrijednost kolektorske struje u odsustvu pobude (tzv. kolektorska struja mirovanja) ili postavlja izlazni posmični istosmjerni, tzv. drift (napon na nulu).
U integriranom pojačalu snage (slika desno) razlikujemo ulazni diferencijalni stupanj s pratećim sklopovima za pojačanje signala i podešavanje izlaznoga posmičnoga napona (uokvireno plavom isprekidanom crtom), strujna zrcala, odnosno izvore konstantne struje za postavljanje radnih točaka ulaznoga dijela sklopa (uokvireno crvenim isprekidanim crtama), sklop za podešavanje radne točke tranzistora za pobudu izlaznih tranzistora sklopa (uokvireno ljubičastom isprekidanom crtom), sklop za podešavanje kolektorske struje mirovanja (uokvireno zelenom isprekidanom crtom) te sâm izlazni stupanj pojačala (uokvireno plavom isprekidanom crtom).
Sklop sa slike ima simetrično napajanje {\displaystyle V_{S}+}(7) i {\displaystyle V_{S}-}(4), gdje se zvučnik spaja neposredno između izlaza integriranog pojačala (6) i referentnog potencijala (mase). Ulazni signal se dovodi na neinvertirajući ulaz diferencijalnog pojačala (3), a signal negativne reakcije se uzima s izlaza pojačala (6) i dovodi preko odgovarajuće mreže otpora na invertirajući ulaz diferencijalnog pojačala (2). Frekvencijska kompenzacija sklopa izvedena je kapacitetom nazivne vrijednosti 30 pF. 
Integrirani sklop pojačala snage prikazane konstrukcije može predati zvučniku do desetak ili nešto više vati snage. Poteškoće s odvođenjem topline nakon toga postaju znatno veće te se pojačala snage često izrađuju na način da se cijeli ulazni i pobudni dio, u kojemu nema velikoga oslobađanja topline, izrađuje kao integrirani krug na čiji se izlaz spajaju sami tranzistori snage kao diskretne elektroničke komponente.

## Pojačalo snage s elektronskim cijevima
Pojačala snage izvedena integriranim krugovima uglavnom su u cijelosti zamijenila elektroničke sklopove iste namjene izvedene diskretnim elementima. Međutim, za primjene u neke specifične svrhe, pojačala snage s elektronskim cijevima koriste se i danas. To su prije svega pojačala snage s elektronskim cijevima namijenjena, na primjer, priključku električne gitare te različita visokokvalitetna pojačala s elektronskim cijevima za reprodukciju glazbe koja rezultiraju jednom zaista specifičnom bojom tona. 
Pojačala snage s elektronskim cijevima izrađuju se najčešće s elektronskim cijevima koje se i danas proizvode, primjerice elektronskim cijevima ECC 83, ECC 85 te izlaznim elektronskim cijevima EL 34. Upravo jedno takvo pojačalo prikazano je na ilustrativnoj električkoj shemi.
Na samom se ulazu nalazi dvostruka trioda ECC 83 visokoga naponskoga pojačanja, gdje prva polovina triode služi kao stupanj naponskoga pojačala, a druga kao okretač faze. Druga elektronska cijev, ECC 85, služi kao drugi stupanj naponskoga pojačanja i to po jedna polovina elektronske cijevi za svaku izlaznu elektronsku cijev EL 34. Izlazne elektronske cijevi rade negdje između B i AB klase s izvjesnom anodnom strujom koja je u pravilu manja ako pojačalo služi kao instrumentalno pojačalo. Međutim, ako se pojačalo snage koristi za visokokvalitetnu reprodukciju glazbe, tada se koristi nekoliko pari izlaznih elektronskih cijevi i pojačalo radi u AB, iznimno i u A klasi kao ultralinearno pojačalo. 
Izlazni transformator je na izvjestan način najzahtjevniji dio pojačala snage s elektronskim cijevima. Koriste se posebni materijali i načini namatanja transformatora da bi se izbjeglo magnetiziranje jezgre istosmjernom anodnom strujom, umanjilo rasipno magnetsko polje transformatora i postigla što linearnija dinamička karakteristika magnetizacije jezgre transformatora. Dio signala se s izlaza transformatora vodi natrag na katodu prve elektronske cijevi kao signal negativne reakcije.
Pojačala s elektronskim cijevima zanimljiva su kada je riječ o pobudi elektrostatičkih zvučnika jer u odgovarajućim uvjetima pružaju mogućnost spajanja elektrostatskog zvučnika na izlaz pojačala i to bez prilagodnog transformatora.
Konstruktori pojačala izrađenih u diskretnoj tehnici imaju nesumnjivo veće mogućnosti u pogledu izbora vrste i osobina ugrađenih elektroničkih elemenata te se takva niskofrekventna pojačala snage i dalje proizvode tamo gdje se traže vrhunske prijenosne karakteristike, a gdje cijena nije od primarne važnosti. Uz elektronske cijevi koriste se i brzi bipolarni ili unipolarni tranzistori posebno biranih karakteristika.

## Vanjske poveznice
- web.vip.hr – Pojačala / Teorija  Arhivirana inačica izvorne stranice od 18. studenoga 2017. (Wayback Machine)